# 潮滩食琼脂菌
潮滩食琼脂菌（学名：Agarivorans aestuarii）是食琼脂菌属的下属物种。此物种是一种革兰氏阴性、好氧、不形成孢子、运动性且嗜温的杆状细菌。此物种用单极鞭毛运动。此物种最早从韩国牙山湾的潮滩沉积物中分离出来。